# Melanie Müller
Melanie Müller (Oschatz, 10 de junio de 1988) es una modelo, personalidad televisiva y actriz pornográfica alemana.

## Biografía
De 2005 a 2009, Müller, nacida en Oschatz, se formó como especialista en restaurantes y camarera. Descubierta por el fotógrafo Andreas Koll, comenzó a trabajar como modelo erótica en 2010.
En 2012, tuvo una breve carrera en películas pornográficas con el nombre artístico de Scarlet Young. En 2013, Müller fue concursante en la tercera temporada de Der Bachelor, la versión alemana de The Bachelor, donde quedó finalista. En abril de 2013, lanzó la canción Ob Mann, ob Frau - ich nehm's nicht so genau. En junio de 2013, participó en el programa de televisión Pool Champions. Ese mismo mes, apareció en la serie de Taff Projekt Paradies: Promi-Heilfasten. En el verano de 2013, realizó una minigira musical en Mallorca.
Desde enero de 2014, Müller ganó el reality show de la RTL Ich bin ein Star - Holt mich hier raus!. En abril del mismo año, lanzó Auf geht's, Deutschland schießt ein Tor!, una canción para la Copa Mundial de Fútbol de 2014.
Fuera de su carrera en el mundo del espectáculo, Müller es empresaria; es propietaria de dos sitios web de tiendas online, Lustshoppen24 y Königsklasse, y en 2013 abrió una boutique de moda en el centro de Leipzig, que cerró a los pocos meses.